# Эйпен
Эйпен (нем. Eupen [ˈɔʏpən], фр. Eupen [øpɛn], ист. фр. Néau, валлон. Neyåw) — город и коммуна в Бельгии, в провинции Льеж, неподалёку от границы с Германией. Столица Немецкоязычного сообщества. Население — около 18 000 жителей (1.01.2007). В 1977 году в состав Эйпена вошёл Кеттенис, бывший до этого самостоятельной коммуной.
Город состоит из двух частей, Верхнего города и Нижнего города. Нижний город расположен на реке Ведр. В Верхнем городе находится железнодорожный вокзал.

## Образование
В Эйпене находится Автономная высшая школа Немецкоязычного сообщества (нем. Autonome Hochschule in der deutschsprachigen Gemeinschaft), которая готовит педагогов (дошкольное и начальное образование) и медицинских сестёр и братьев. Выпускники получают степень бакалавра. Эта высшая школа является единственным высшим учебным заведением Бельгии с преподаванием на немецком языке.

## Достопримечательности
- Ратуша в классическом стиле
- Дом патрициев (1752)
- Пять церквей:
  - Монастырская церковь (1771) в стиле барокко
  - Церковь Св. Николая (1727) в стиле барокко
  - Капелла Св. Ламбертуса (1690)
  - Лютеранская церковь (1850) в стиле неоготики
  - Церковь Св. Иосифа (1871)
- Замок Либерме (Libermé) в Кеттенисе

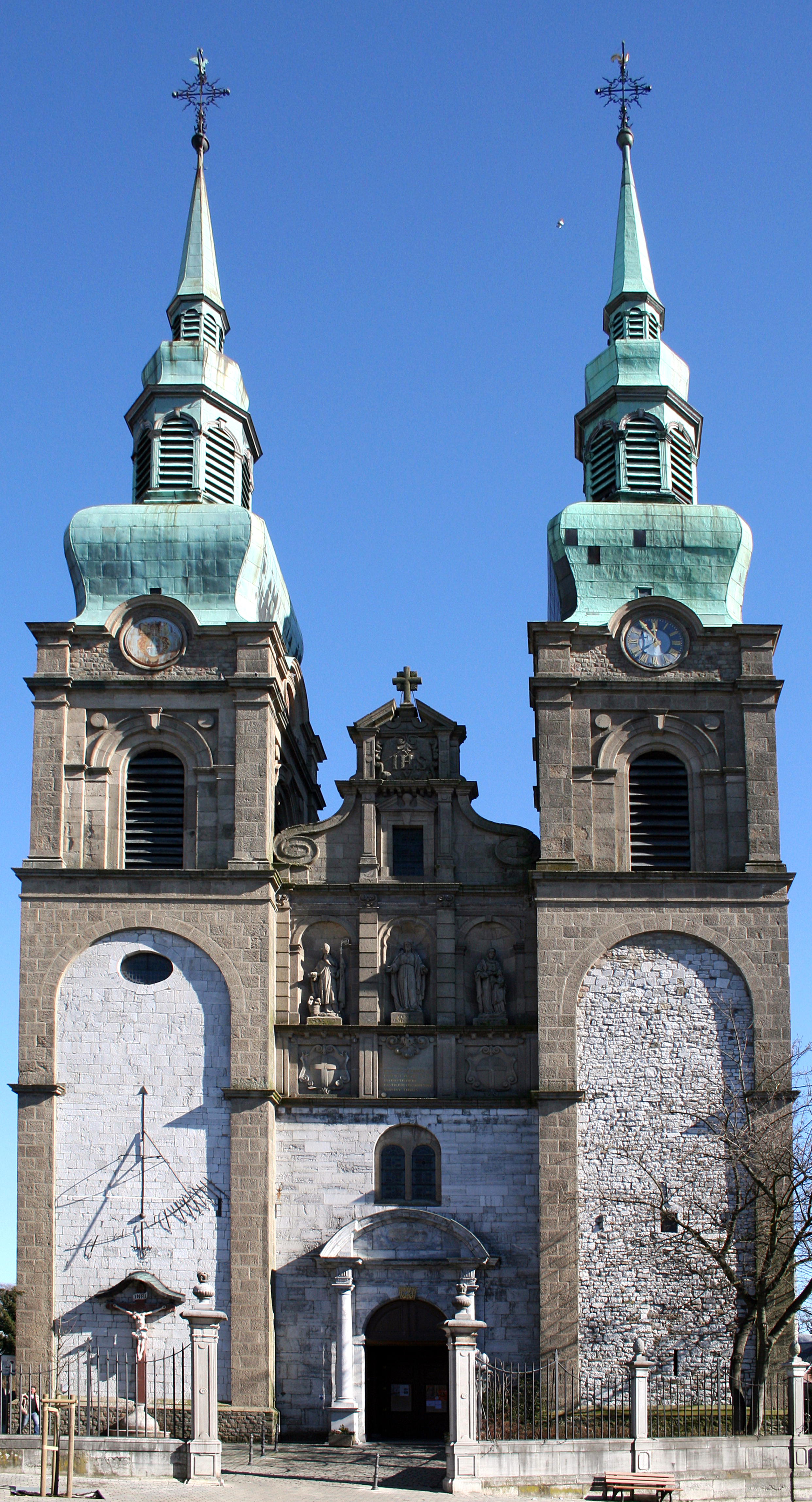
Церковь Св. Николая
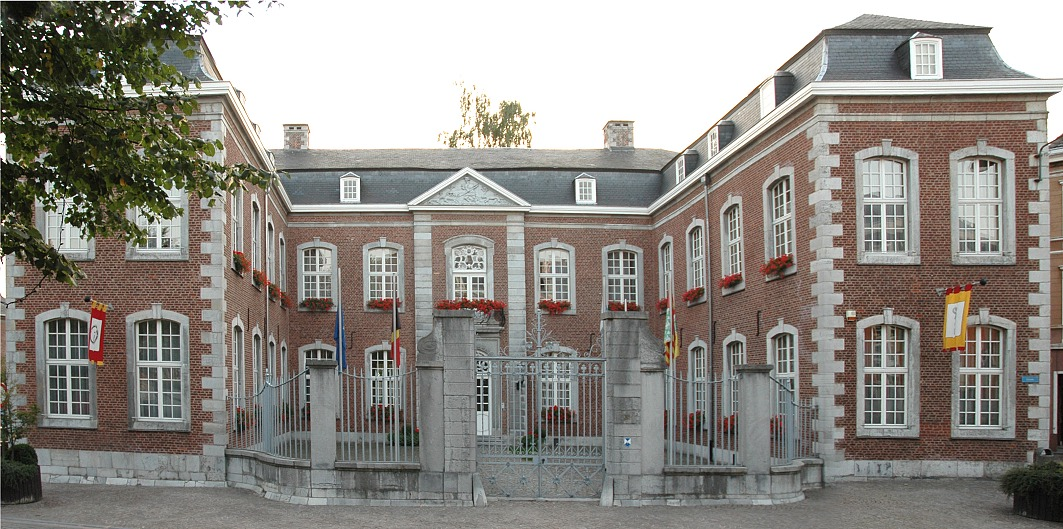
Правительственное здание

В городе есть два музея:
- Музей современного искусства IKOB (IKOB — Museum für zeitgenössische Kunst)
- Городской музей (Stadtmuseum Eupen) — музей, посвящённый местной истории (краеведению)

## Известные уроженцы и жители
- Ганземан, Давид (1858—1920) — немецкий патолог.
- Холлер, Альфред (1888—1954) — живописец, пейзажист и гравёр.